# Vicente Sota
Vicente Sota Barros (Talca, 28 de abril de 1924-Santiago, 16 de agosto de 2017) fue un político chileno.

## Estudios e inicios políticos
Estudió en el Colegio San Ignacio de Santiago y en la Escuela de Ingeniería de la Universidad Católica de Chile; se tituló de Ingeniero Industrial. En 1956 fue becado por el Instituto de Asuntos Interamericanos, que le permitió ingresar a un postgrado en Cornell University, Estados Unidos.
Inició su carrera política en 1940, cuando se incorporó a la Falange Nacional y posteriormente al Partido Demócrata Cristiano de Chile, del que se retiró y participó de la fundación del Movimiento de Acción Popular Unitaria, MAPU.
Profesionalmente, se desempeñó en la industria metalúrgica privada, específicamente en la Fundación Libertad, S.A. Desde 1950 hasta 1955, trabajó en la Compañía Salitrera Tarapacá de Antofagasta, como ingeniero químico. Paralelamente, prestó sus servicios en el Servicio de Cooperación Técnica Industrial, del cual fue fundador. Prestó servicios, también, en INACAP. Fue nombrado director de Relaciones Industriales de Vestex.

## Diputado
En 1965 fue elegido diputado, por la Séptima Agrupación Departamental de Santiago, Primer Distrito, en representación del Partido Demócrata Cristiano de Chile, período 1965-1969. Integró la Comisión Permanente de Hacienda, la de Educación Pública, la de Minería e Industria, y la de Agricultura y Colonización. Fue miembro de la Comisión Especial Investigadora del "Plan Camelot", de la Investigadora de la Crisis del Fútbol Profesional y de la Comisión Especial de Acusación Constitucional en contra del Ministro del Interior Edmundo Pérez Zujovic.
Integró también la Comisión Mixta de Presupuesto.

## Retiro parlamentario y exilio
Una vez terminado su trabajo parlamentario, fue gerente de la Industria para la Construcción, de CORFO, en los años 1970 y 1973. Estuvo a su cargo también el famoso "Estanco Automotriz", y se incorporó, en esta época, al Centro de Ingenieros Químicos de la Universidad Católica.
Tras el Golpe de Estado del 11 de septiembre de 1973, luego de haber sido detenido en el Estadio Nacional, debió partir al exilio; se radicó en Francia durante trece años. Trabajó como subdirector de marketing de la "Sociedad de Cemento Lafarge".

## Regreso a Chile
Retornó al país en marzo de 1986, y se reincorporó inmediatamente a las actividades políticas. Ese año integró el Comité de Izquierda por las Elecciones Libres; luego, en 1987, se instaló como cofundador del Partido por la Democracia, PPD; llegó a ser miembro de su Comisión Política y vicepresidente  de la Región Metropolitana.

## Regreso al Congreso como diputado
En 1989 fue elegido diputado, por el Distrito N.°31, comunas de Talagante, Peñaflor, El Monte, Isla de Maipo, Melipilla, María Pinto, Curacaví, Alhué, y San Pedro, en la Región Metropolitana, en representación del Partido por la Democracia, PPD, correspondiendo al período legislativo 1990-1994; integró la Comisión Permanente de Hacienda  y la Comisión Especial Investigadora de la Dirección General de Deportes y Recreación, DIGEDER.
Logró la creación del Segundo Juzgado de Talagante y Peñaflor. Preparó el proyecto de ley para indemnizar a los afectados por el Decreto N.°208, sobre campesinos a los que se les redujo el terreno rural, o les quitaron sus parcelas, a los que dejó sin acceso a la tierra: pensiones de gracia.
Apoyó también la creación del Hogar de Cristo en Talagante y Melipilla; y participó en la constitución del día de la solidaridad en homenaje al padre Alberto Hurtado.
En diciembre de 1993 fue reelegido diputado, por el mismo Distrito N.°31, período 1994-1998; siendo Presidente de la Cámara de Diputados de Chile, del 3 de noviembre de 1994 al 14 de marzo de 1995. Integró la Comisión Permanente de Relaciones Exteriores, Asuntos Interparlamentarios e Integración Latinoamericana; la de Hacienda; y la de Derechos Humanos, Nacionalidad y Ciudadanía. Y fue diputado reemplazante en la Comisión Permanente de Defensa Nacional.
Fue patrocinador de la revista "Mensaje", fundada por San Alberto Hurtado.

### Condecoraciones extranjeras
- Gran Cruz de la Orden de la Cruz del Sur ( Brasil, 1995).

## Historial electoral

### Elecciones parlamentarias de 1989
- Elecciones parlamentarias de 1989 por el Distrito 31 (Alhué, Curacaví, El Monte, Isla de Maipo, María Pinto, Melipilla, Peñaflor, San Pedro y Talagante), Región Metropolitana de Santiago[2]

### Elecciones parlamentarias de 1993
- Elecciones parlamentarias de 1993 por el Distrito 31 (Alhué, Curacaví, El Monte, Isla de Maipo, María Pinto, Melipilla, Peñaflor, San Pedro y Talagante), Región Metropolitana de Santiago[3]

## Vida personal
Se casó con Carmen Gloria Aguayo Irribarra; tuvieron siete hijos y dieciocho nietos.